# 쓰도역
쓰도역(일본어: 通洞駅, つうどうえき)은 일본 도치기현 닛코시에 있는 와타라세 계곡 철도 와타라세 계곡선의 역이다. 역 번호는 WK15이다.
옆의 아시오역보다 옛 아시오 정의 중심가에 가까운 역으로, 아시오 동산 관광 등의 근처역이다.

## 역 구조
단선 승강장 1면 1선의 지상역이다.

## 역 주변
- 닛코 시청 아시오 종합 지소(옛, 아시오 정 사무소)
- 아시오 우체국
- 아시오 동산 관광
- 아시오 역사관
- 닛코 시립 아시오 초등학교
- 닛코 시립 아시오 중학교
- 아시오 경찰서
- 국도 제122호선

## 역사
- 1912년 12월 31일: 아시오 철도 역으로 영업 개시.
- 1918년 6월 1일: 국유화되어 국유철도 아시오 선의 역이 됨.
- 1985년 6월 11일: 무인화, 이후 1989년의 전환까지 아시오 역 파견에 의하여 특별 개표 진행역이었음.
- 1987년 4월 1일: 국철 분할 민영화로 동일본여객철도의 역이 됨.
- 1989년 3월 29일: JR 아시오 선의 제3섹터 철도 전환으로 와타라세 계곡 철도의 역이 됨.

## 인접역
| ■ 와타라세 계곡 철도 와타라세 계곡선 | ■ 와타라세 계곡 철도 와타라세 계곡선 | ■ 와타라세 계곡 철도 와타라세 계곡선 |
| ------------------------------------ | ------------------------------------ | ------------------------------------ |
| WK14 하라무코 기류 방면              |                                      | 아시오 WK16 마토 방면                |